# Mandevilla rugellosa
Mandevilla rugellosa là một loài thực vật có hoa trong họ La bố ma. Loài này được (Rich.) L.Allorge mô tả khoa học đầu tiên năm 1998.